# Bungo-Takada
Bungo-Takada (豊後高田市?) è una città giapponese della prefettura di Ōita.